# Bolshevik (Timashovsk, Krasnodar)
Bolshevik (del ruso: Большевик) es un jútor del raión de Timashovsk del krai de Krasnodar, en Rusia. Está situado en la orilla derecha del río Kirpili, 22 km al sureste de Timashovsk y 47 km al nordeste de Krasnodar, la capital del krai. Tenía 449 habitantes en 2010.
Pertenece al municipio Medvédovskoye.